# Kerry Packer
Kerry Packer, född 17 december 1937, död 26 december 2005, var företagare i mediebranschen. När han avled 2005 var han Australiens rikaste man. Han införde bland annat endags-cricket vilket blev en stor succé runt hela världen.